# Sarcoma Ewing
Sarcoma Ewing là một loại ung thư có thể là sarcoma xương hoặc sarcoma mô mềm.  Triệu chứng có thể bao gồm sưng đau ở khối u, bị sốt hoặc gãy xương. Các khu vực phổ biến nhất nơi nó bắt đầu là chân, xương chậu và thành ngực. Trong khoảng 25% trường hợp, ung thư đã lan sang các bộ phận khác của cơ thể tại thời điểm chẩn đoán. Nhiều biến chứng có thể bao gồm như tràn dịch màng phổi hoặc liệt hai chi dưới.